# Michel Aurillac
Michel Jean Aurillac (* 11. Juli 1928 in Marseille; † 6. Juli 2017 im 15. Arrondissement („Arrondissement de Vaugirard“), Paris) war ein französischer Verwaltungsbeamter und Politiker der Rassemblement pour la République (RPR), der unter anderem Präfekt mehrerer Départements, Mitglied der Nationalversammlung sowie von 1986 bis 1988 Minister für Zusammenarbeit war.

## Leben
Michel Jean Aurillac absolvierte ein Studium am Institut d’études politiques de Paris, welches er 1949 mit einem Diplom beendete. Ein 1951 begonnenes Studium an der École nationale d’administration (ENA) schloss er 1953 als Absolvent der Promotion „Paul Cambon“ ab und wurde im Anschluss als Auditeur und später als Maître des requêtes Mitarbeiter des Staatsrates (Conseil d’État). Am 17. September 1965 wurde er als Nachfolger von Pierre Lefranc Präfekt des Département Indre und bekleidete dieses Amt bis zum 13. Dezember 1968, woraufhin Jean Francis Philippe ihn ablöste. Er selbst übernahm 1969 den Posten als Präfekt des neu geschaffenen Département Essonne und hatte diesen bis zu seiner abermaligen Ablösung durch Jean Francis Philippe 1973 inne. Für seine Verdienste wurde er am 31. Dezember 1972 zum Ritter der Ehrenlegion ernannt. Er selbst wiederum löste am 14. Juni 1973 Pierre-Marcel Wiltzer als Präfekt des Département Somme und behielt diese Funktion bis zum 15. März 1974, woraufhin Maurice Paraf neuer Präfekt wurde. 1976 übernahm er von Pierre Somveille das Amt als Präfekt des Département Bouches-du-Rhône und bekleidete dieses, bis er 1977 durch Lucien Vochel abgelöst wurde.
Am 19. März 1978 wurde Aurillac als Nachfolger von Marcel Lemoine für die Sammlungsbewegung des Französischen Volkes RPR (Rassemblement pour la République) zum Mitglied der Nationalversammlung (Assemblée nationale) gewählt und vertrat in dieser vom 3. April 1978 bis zum 22. Mai 1981 den ersten Wahlkreis des Département Indre, woraufhin Michel Sapin neuer Abgeordneter für diesen Wahlkreis wurde. Er wurde am 17. März 1985 als Nachfolger von Marcel Lemoine auch zum Mitglied des Generalrates des Département Indre gewählt und vertrat dort vom 11. März 1985 bis zu seiner Ablösung durch Michel Blondeau am 29. März 1992 den Kanton Châteauroux-Est.
Michel Aurillac wurde am 16. März 1986 für die RPR erneut zum Mitglied der Nationalversammlung gewählt und gehörte dieser formell nur am 2. April 1986 als Vertreter des Département Indre an, woraufhin nach seinem Mandatsverzicht Henri Louet neuer Abgeordneter für diesen Wahlkreis wurde. Er wiederum wurde zuvor am 16. März 1986 als Minister für Zusammenarbeit (Ministre de la Coopération) in das Kabinett Chirac II berufen und bekleidete dieses Ministeramt bis zum 10. Mai 1988. Am 31. Dezember 1993 wurde er für seine Verdienste ferner zum Offizier der Ehrenlegion ernannt. Er verfasste des Weiteren verschiedene Sachbücher und wurde für sein 1986 erschienenes Buch Le Royaume oublié 1987 mit dem „Prix Narcisse-Michaut“ der Académie française ausgezeichnet.
Michel Aurillac war von 1966 bis zu seinem Tode mit der Politikerin Martine Aurillac (* 1939) verheiratet, die zwischen 1993 und 2012 ebenfalls Mitglied der Nationalversammlung sowie von 1995 bis 2002 Bürgermeisterin des 7. Pariser Arrondissement („Arrondissement du Palais-Bourbon“) war. Aus dieser Ehe gingen zwei Kinder hervor.

## Veröffentlichungen
- Libérer la communication, Paris 1984
- Le Royaume oublié, Paris 1986, ISBN 2-85565-321-5
- L’Afrique à cœur. La coopération, un message d’avenir, Paris 1987, ISBN 2-7013-0739-2
- Pour une société de progrès et de liberté. Propositions, Mitherausgeberin Nicole Catala, Paris 1988
- Avec , Alarme, citoyens !, Mitautor François Vermande, Paris 1993, ISBN 2-259-02754-7